# Отравление угарным газом
Отравление угарным газом — состояние в живом организме, возникшее в результате вдыхания опасных концентраций окиси углерода (CO) в быту, на улице, в транспорте, промышленности и сельском хозяйстве, из-за очень широкого использования углеродного топлива, а также сильных лесных пожаров. Из-за сильной цитотоксичности для живых существ CO относится к группе химических загрязнителей и крупнейших загрязнителей воздуха. Его токсический эффект проявляется очень быстро даже при крайне низких концентрациях. Таким образом, воздействие концентраций окиси углерода от 100 и выше ppm сопровождается симптомами острого или хронического отравления, с возможными тяжёлыми последствиями для здоровья человека. Смертельная доза CO для человека составляет 1000—2000 ppm (0,1—0,2 %) при вдыхании газа в течение 30 минут. При высоких концентрациях окиси углерода во вдыхаемом воздухе смерть может произойти во время ингаляции в течение 1—2 минут.
Окись углерода — это газ, который образуется в качестве продукта неполного сгорания углерода из органических веществ, таких как масло, нефть и её производные, древесина, природный и промышленный газ, взрывчатые вещества, уголь или кокс. В процессе сгорания избыток углерода способствует образованию CO, и, если кислорода больше, полностью окисляется, образуется углекислый газ (СО2). Окись углерода может образовываться всякий раз, когда пламя касается поверхности, температура которой ниже температуры воспламенения газовой части этого пламени.

## Группы риска
Отравление возможно:
- при пожарах;
- на производстве, где угарный газ используется для синтеза ряда органических веществ (ацетон, метиловый спирт, фенол и т. д.);
- в газифицированных помещениях, в которых эксплуатируется газоиспользующее оборудование (плиты, проточные водонагреватели, теплогенераторы с открытой камерой сгорания) в условиях недостаточного воздухообмена, например, при снижении или опрокидывании тяги в дымоходах и/или вентиляционных каналах либо недостатке приточного воздуха для горения газа;
- в гаражах при плохой вентиляции[3][4][5], в других непроветриваемых или слабо проветриваемых помещениях, тоннелях, так как в выхлопе автомобиля содержится до 1—3 % СО по нормативам и свыше 10 % при плохой регулировке карбюраторного мотора;
- при длительном нахождении на оживлённой дороге или рядом с ней. На крупных автострадах средняя концентрация СО превышает порог отравления;[6]
- в домашних условиях при утечке природного газа и при несвоевременно закрытых печных заслонках в помещениях с печным отоплением (дома, бани);
- при использовании некачественного воздуха в дыхательных аппаратах;
- при курении кальяна (очень большой процент людей испытывает головные боли, головокружение, тошноту, сонливость после курения кальяна, что обусловлено отравлением монооксидом углерода, образованным при недостатке поступления кислорода в кальянный аппарат).

## Признаки и симптомы
При содержании 0,08 % СО во вдыхаемом воздухе человек чувствует головную боль и удушье. При повышении концентрации СО до 0,32 % возникает паралич и усталость (смерть наступает через 30 минут). При концентрации выше 1,2 % человек впадает в кому после двух—трёх вдохов, умирает менее чем через 3 минуты.
| CO, % об. (20°С) | CO, мг/м³  | Время воздействия | HbCO в крови, % | Основные признаки и симптомы острого отравления |
| ---------------- | ---------- | ----------------- | --------------- | --- |
| ≤0,009           | ≤100       | 3,5—5 ч           | 2,5—10          | Снижение скорости психомоторных реакций, иногда — компенсаторное увеличение кровотока к жизненно важным органам. У лиц с выраженной сердечно-сосудистой недостаточностью — боль в груди при физической нагрузке, одышка               |
| 0,019            | 220        | 6 ч               | 10—20           | Незначительная головная боль, снижение умственной и физической работоспособности, одышка при средней физической нагрузке. Нарушения зрительного восприятия. Может быть смертельно для плода, лиц с тяжёлой сердечной недостаточностью |
| ≤0,052           | ≤600       | 1 ч               | 10—20           | Незначительная головная боль, снижение умственной и физической работоспособности, одышка при средней физической нагрузке. Нарушения зрительного восприятия. Может быть смертельно для плода, лиц с тяжёлой сердечной недостаточностью |
| ≤0,052           | ≤600       | 2 ч               | 20—30           | Пульсирующая головная боль, головокружение, раздражительность, эмоциональная нестабильность, расстройство памяти, тошнота, нарушение координации мелких движений рук                                                                  |
| 0,069            | 800        | 1 ч               | 20—30           | Пульсирующая головная боль, головокружение, раздражительность, эмоциональная нестабильность, расстройство памяти, тошнота, нарушение координации мелких движений рук                                                                  |
| ≤0,052           | ≤600       | 4 ч               | 30—40           | Сильная головная боль, слабость, насморк, тошнота, рвота, нарушение зрения, спутанность сознания |
| 0,069            | 800        | 2 ч               | 30—40           | Сильная головная боль, слабость, насморк, тошнота, рвота, нарушение зрения, спутанность сознания |
| 0,069—0,094      | 800—1100   | 2 ч               | 40—50           | Галлюцинации, тяжёлая атаксия, тахипноэ |
| 0,1              | 1250       | 2 ч               | 50-60           | Обмороки или кома, конвульсии, тахикардия, слабый пульс, дыхание Чейна — Стокса |
| 0,17             | 2000       | 30 мин            | 50-60           | Обмороки или кома, конвульсии, тахикардия, слабый пульс, дыхание Чейна — Стокса |
| 0,15             | 1800       | 1,5 ч             | 60—70           | Кома, конвульсии, угнетение дыхания и сердечной деятельности. Возможен летальный исход |
| 0,2—0,29         | 2300—3400  | 30 мин            | 60—70           | Кома, конвульсии, угнетение дыхания и сердечной деятельности. Возможен летальный исход |
| 0,49—0,99        | 5700—11500 | 2—5 мин           | 70—80           | Глубокая кома со снижением или отсутствием рефлексов, нитевидный пульс, аритмия, смерть. |
| 1,2              | 14000      | 1—3 мин           | 70—80           | Потеря сознания (после двух—трёх вдохов), рвота, конвульсии, смерть. |

Симптомы:
- При лёгком отравлении появляются:
  - головная боль,
  - пульсации в висках,
  - головокружение,
  - боли в груди,
  - сухой кашель,
  - слезотечение,
  - тошнота,
  - рвота,
  - возможны зрительные и слуховые галлюцинации,
  - покраснение кожных покровов, карминно-красная окраска слизистых оболочек,
  - тахикардия,
  - повышение артериального давления.
- при отравлении средней тяжести:
  - сильный шум в ушах
  - сонливость,
  - возможен двигательный паралич при сохранённом сознании
- при тяжёлом отравлении:
  - вялость, кома
  - судороги,
  - непроизвольное отхождение мочи и кала, приапизм,
  - нарушение дыхания, которое становится прерывистым, иногда типа Чейна — Стокса,
  - расширение зрачков с ослабленной реакцией на свет,
  - резкий цианоз ( посинение отдельных участков тела) слизистых оболочек и кожи лица. Смерть обычно наступает на месте происшествия в результате остановки дыхания и падения сердечной деятельности.

Часто отмечаются тяжёлые осложнения:
- Нарушение мозгового кровообращения,
- Субарахноидальные кровоизлияния,
- Полиневриты,
- Явления отёка мозга,
- Нарушение зрения,
- Нарушение слуха[9][10],
- Возможно развитие инфаркта миокарда,
- Часто наблюдаются кожно-трофические расстройства (пузыри, местные отёки с набуханием и последующим некрозом), миоглобинурийный нефроз,
- При длительной коме постоянно отмечается тяжёлая пневмония.

## Первая помощь и неотложная помощь
Алгоритм оказания неотложной помощи в очаге поражения
1. На пострадавшего надевают противогаз (в комплексе с гопкалитовым патроном) и немедленно эвакуируют его из зоны поражения.

Алгоритм оказания неотложной помощи вне зоны поражения
1. С пострадавшего снимают противогаз и освобождают его от стесняющей дыхание одежды.
2. Пострадавшему дают кислород и согревают. К современным методам лечения относится кислородотерапия в барокамере.
3. Поскольку ультрафиолетовые лучи ускоряют распад карбоксигемоглобина, пострадавшего целесообразно облучать кварцевой лампой.
4. По показаниям проводят искусственное дыхание с помощью ручных дыхательных приборов.
5. При сердечной недостаточности показано введение 1 мл кордиамина, а также 1 мл 10%-го раствора кофеина подкожно.
6. Пострадавшего немедленно эвакуируют в ближайшее лечебное учреждение.

Отравление окисью углерода часто осложняется развитием воспалительных процессов дыхательных путей и лёгких (бронхиты, пневмонии), поэтому с профилактической целью назначаются антибиотики. 

## Лечение
В первые три часа очень важно дать кислородную подушку с высоким содержанием кислорода.
Необходимо немедленно устранить источник загрязнённого воздуха и обеспечить дыхание чистым кислородом под повышенным парциальным давлением 1,5—2 атм или, желательно, карбогеном. Лечение проводится в стационаре.
Мировой медицине не известны надежные антидоты для применения в случае отравления угарным газом.

## Профилактика
- Работы осуществлять в хорошо проветриваемых помещениях.
- Проверять открытие заслонок при использовании в домах печей и каминов.
- Знание и соблюдение техники безопасности при работе с бытовыми газовыми приборами. Нельзя использовать газовую плиту для обогрева помещений.